# Li Qishi
Li Qishi (en chino: 李奇时; Changchun, 16 de agosto de 1993) es una deportista china que compite en patinaje de velocidad sobre hielo.
Ganó una medalla de bronce en el Campeonato Mundial de Patinaje de Velocidad sobre Hielo en Distancia Individual de 2023, en la prueba de velocidad por equipos. Participó en dos Juegos Olímpicos de Invierno, en los años 2014 y 2022, ocupando el quinto lugar en Pekín 2022, en la prueba de persecución por equipo.

## Palmarés internacional
| Campeonato Mundial en Distancia Individual | Campeonato Mundial en Distancia Individual | Campeonato Mundial en Distancia Individual | Campeonato Mundial en Distancia Individual |
| Año                                        | Lugar                                      | Medalla                                    | Prueba                                     |
| ------------------------------------------ | ------------------------------------------ | ------------------------------------------ | ------------------------------------------ |
| 2023                                       | Heerenveen (Países Bajos)                  | Medalla de bronce                          | Velocidad por equipos                      |